# Rajon
Der Rajon (Mehrzahl Rajons oder Rajone; deutsch auch Rayon; belarussisch раён, sonst kyrillisch район; lettisch rajons, litauisch rajonas, georgisch რაიონი [ɾa. i.ɔ.ni], aserbaidschanisch rayon) ist eine Bezeichnung für eine Verwaltungseinheit in vielen Nachfolgestaaten der Sowjetunion wie Aserbaidschan, Georgien (bis 2006), Lettland (bis 2009), Litauen, Moldau, Kirgisistan, Russland, der Ukraine und Belarus sowie in anderen Ländern wie Bulgarien. Rajons entsprechen in etwa den deutschen Landkreisen bzw. den österreichischen Bezirken, in Städten den Stadtbezirken.

## Wortherkunft
Der Begriff Rayon kommt aus dem Französischen und bezeichnet dort in der Geometrie den Radius eines Kreises. Der Ausdruck in der Geometrie wiederum wurde vom Begriff des Sonnenstrahls entlehnt. Speziell für den russischen Regierungskreis wird auf Französisch auch die Schreibweise raïon verwendet.

## Heutige Verwendungen

### Aserbaidschan
Aserbaidschan gliedert sich neben einer Autonomen Republik und elf Städten in 59 Rayons (Rayon; Plural: Rayonlar).

### Bulgarien

#### Verwaltung
In Bulgarien entspricht auf Verwaltungsebene ein Rajon (bulgarisch район/rajon; Plural: райони/rajoni) einem Stadtbezirk. So besteht beispielsweise die Stadt Sofia aus 24 Stadtbezirken.
In der NUTS-Gliederung (NUTS:BG) bilden die sechs Rajoni sa planirane (‚Planungsregionen‘) die Ebene 2.

#### Kultur
In der bulgarischen Folklore werden die kulturell unterschiedlichen Regionen auch als Rajon bezeichnet:
- Nordbulgarien (von Widin bis Russe nördlich des Balkans)
- Dobrudscha: nordöstlich der Linie Warna-Russe
- Schop: Westbulgarien (westlich der Sredna Gora) und um Sofia
- Pirin: die Südwestecke Bulgariens (bulgarisches Mazedonien)
- Rhodopen: das Gebirge im Süden des Landes
- Thrakien: südlich des Balkans und östlich der Sredna Gora
- Strandscha: das dünn besiedelte Gebirge südlich von Burgas

### Kirgisistan
Kirgisistan ist in sieben Oblaste und zwei Städte unterteilt, die wiederum (außer die Stadt Osch) in 40 Rajone unterteilt sind.

### Moldau
Seit 2003 ist die Republik Moldau in 32 Rajons (rumänisch raion) gegliedert. Sie lösten die deutlich größeren neun Kreise (județ, Plural: județe) ab. Diese Rajons bilden mit den zwei autonomen Gebieten und den als Munizipien bezeichneten kreisfreien Städten die oberste Verwaltungsgliederungsebene der Republik Moldau.
Alle vier Jahre wird der Präsident (președinte) des Kreistags (Consiliul Raional) im Zuge der landesweit einheitlichen Kommunalwahlen gewählt.

### Russland
In Russland sind die Rajons verwaltungshierarchisch unterhalb der „Subjektebene“, also der obersten, föderalen Verwaltungsebene aus Gebieten (Oblast), Regionen (Krai), Autonomen Kreisen und autonomen Republiken angesiedelt. Die Rajons stehen auf derselben Ebene wie Stadtkreise (gorodskoi okrug).
In zwei Republiken Russlands werden die Rajons auch im Russischen offiziell mit den aus den jeweiligen Nationalsprachen übernommenen, leicht abgewandelten Begriffen bezeichnet, haben dabei aber den gleichen Status wie „normale“ Rajons:
- in der Republik Sacha (Jakutien): Ulus (russisch улус, Plural улусы ulussy, jakutisch улуус uluus, Plural улуустара uluustara)
- in der Republik Tuwa: Koschuun (russisch und tuwinisch кожуун, Plural russisch кожууны koschuuny, Plural tuwinisch кожууннаар koschunnaar)

Auch viele Großstädte werden in Rajons untergliedert, entsprechend Stadtbezirken, die oft jeweils mehrere historische Stadtteile oder -viertel umfassen. Teilweise werden diese städtischen Rajons übergreifend als „administrative“ oder „Verwaltungsrajons“ (administratiwny rajon in Tschita) oder „innerstädtische Rajons“ (wnutrigorodskoi rajon; in Kemerowo, Nischni Nowgorod, Nowokusnezk, Prokopjewsk, Tambow, Wladikawkas) bezeichnet. In Moskau bilden 125 Rajons die zweithöchste Verwaltungshierarchieebene in zehn der zwölf Verwaltungsbezirke (administratiwny okrug). In Sankt Petersburg stellen 18 Rajons dagegen wie in anderen Großstädten die oberste Verwaltungsebene dar, sind dort aber abweichend ihrerseits in 111 Verwaltungseinheiten einer weiteren Hierarchieebene unterteilt. Einige Großstädte sind nicht in Rajons, sondern in Okrugs (was ebenfalls „Kreis“ oder „Bezirk“ bedeutet) oder Varianten davon gegliedert, beispielsweise Archangelsk („Territorialbezirke“, territorialny okrug), Krasnodar (einfach okrug) oder Omsk („Verwaltungsbezirk“, administratiwny okrug, wie Moskau in der obersten Verwaltungsebene).

### Ukraine
2020 gab es 136 Rajone, die sich auf 24 Oblaste und die Autonome Republik Krim verteilten.

## Historische Verwendung
In der Sowjetunion wurden Rajons schrittweise ab den 1920er Jahren eingeführt, wobei sie die früheren Ujesde (und Okrugs) des Russischen Reiches ablösten. Aus diesen Rajons sind größtenteils die heutigen, gleichnamigen Verwaltungseinheiten mehrerer oben genannter Nachfolgestaaten der Sowjetunion hervorgegangen. In Georgien blieben die territorialen Grenzen vieler früherer Rajons erhalten, diese werden aber nicht mehr als Rajons bezeichnet, sondern bilden Munizipalitäten.